# Hasses jukebox
Hasses jukebox är ett musikalbum med Hasse Andersson från 2010. Plattan har samma namn som den krogshow Hasses spelade på Slagthuset i Malmö under november och december 2010.
Låterna på skivan är mestadels gamla 1960- och 1970-tals klassiker, men även en cover på sig själv, och några låtar som tidigare har spelats in tillsammans med Kvinnaböske Band på plattan Med lånade låtar & vänner till hjälp 1984.

## Låtlista
1. "Lover Please"
2. "From a Jack to a King"
3. "Whole Lotta Shakin' Goin' On"
4. "Sven Elvis"
5. "I Washed My Hands"
6. "Crying Time"
7. "Corrine, Corrina"
8. "I Saw Linda Yesterday"
9. "I Can't Stop Loving You"
10. "Judy"
11. "Take These Chains From My Heart"
12. "Dear One"
13. "Blueberry Hill"
14. "Walk On By"
15. "Johnny B. Goode"
16. "Save the Last Dance for Me"
17. "Kamma pigg fram och ankstjärt bak"

### Fotnoter
1. ↑  Thorbjörn Falk (18 november 2010). ”Hasse laddad för show med KVP-talangerna”. Expressen. http://www.expressen.se/kvallsposten/hasse-laddad-for-show-med-kvp-talangerna/. Läst 15 juli 2016.